# Gitte Krogh
Gitte Krogh (* 13. Mai 1977) ist eine ehemalige dänische Fußballnationalspielerin. Die Stürmerin spielte von 1994 bis 2001 für die dänische Nationalmannschaft und war deren Rekordtorschützin und Rekordspielerin. Sie nahm an den WM-Endrunden 1995 und 1999 sowie den Olympischen Spielen in Atlanta teil. Mit 24 Jahren beendete sie nach der EM 2001 ihre Karriere.

## Vereine
Krogh spielte während ihrer Karriere für die dänischen Vereine HEI Århus und Odense BK in der 3F Ligaen. 1997 und 1998 gewann sie mit Århus und 2000 sowie 2001 mit Odense die dänische Meisterschaft. Insgesamt bestritt sie 102 Spiele in der 3F Ligaen und schoss dabei 52 Tore.

## Nationalmannschaften
1993 bestritt sie mit der dänischen U-17-Mannschaft fünf Spiele beim Nordic Cup in den Niederlanden, bei dem die Däninnen Zweite wurden. 1994 wurde sie mit der U-21-Mannschaft Dritte in der höheren Altersklasse. Am 14. September 1994 machte sie beim mit 0:1 verlorenen Spiel gegen die Niederlande als 17-Jährige ihr erstes Länderspiel. Sie war sofort Stammspielerin und verpasste bis zu ihrem Karriereende kein Spiel. Ihr erstes Länderspieltor erzielte sie in ihrem dritten Spiel im EM-Viertelfinalhinspiel 1995 gegen Schweden, das die Däninnen mit 2:0 gewannen. Da sie aber das Rückspiel mit 0:3 verloren schieden sie aus. Als beste Viertelfinalverlierer waren sie aber für die WM in Schweden qualifiziert. Unmittelbar vor der WM gelang ihr beim 5:0 im Testspiel gegen Kanada, dem ersten Spiel der Däninnen gegen Kanada ihr erster „Dreierpack“. Insgesamt erzielte sie in drei Spielen „Dreierpacks“. Auch das unmittelbar darauf folgende WM-Gruppenspiel gegen Australien wurde mit 5:0 gewonnen und Krogh steuerte zwei Tore bei. Zwar wurden die beiden folgenden Gruppenspiele verloren, als beste Gruppendritte erreichten die Däninnen aber das Viertelfinale. Hier gelang ihr gegen den späteren Weltmeister Norwegen kurz vor Schluss nur noch der Treffer zum 1:3-Endstand. Durch den Einzug unter die besten acht Mannschaften der WM waren sie aber für das erste olympische Fußballturnier der Frauen bei den Olympischen Spielen in Atlanta qualifiziert. Dort schieden sie aber nach drei Niederlagen in der Gruppenphase aus und konnten sich seitdem nie wieder für die Olympischen Spiele qualifizieren. Ihr nächstes bedeutendes Turnier war die EM 1997, bei der sie in den drei Gruppenspielen eingesetzt wurde, aber ohne Torerfolg blieb. Als Gruppenletzte schieden die Däninnen aus. 1998 erreichte sie mit Dänemark das Endspiel des Algarve-Cups, verlor dieses aber mit 1:4 gegen Norwegen. 1999 bestritt sie die drei Gruppenspiele bei der WM in den USA, blieb dabei aber ohne Torerfolg und schied mit ihrer Mannschaft wieder nach der Vorrunde aus. Die Däninnen verpassten damit auch das olympische Fußballturnier 2000 in Sydney. Am 27. August 2000 löste sie mit ihrem 78. Länderspiel beim 0:7 gegen Deutschland Helle Jensen als Rekordnationalspielerin ab und am 21. November 2000 löste sie beim 4:2 gegen Spanien mit ihrem 39. Länderspieltor Jensen auch als Rekordtorschützin ab, deren Rekord sie im selben Spiel mit ihrem 38. Tor zunächst eingestellt hatte. Sie wurde daraufhin als erste Frau Fußballerin des Jahres in Dänemark. 2001 erreichte sie erneut das Finale des Algarve-Cups, verlor dieses aber mit 0:3 gegen Schweden. Im gleichen Jahr erreichte sie bei der EM in Deutschland das Halbfinale, scheiterte dort aber am 4. Juli an Schweden. Dies war dann auch ihr letztes Länderspiel. Mit erst 24 Jahren beendete sie ihre Karriere. Mit 90 Länderspielen blieb sie bis zum 7. März 2002 Rekordnationalspielerin, dann wurde sie von Lene Terp abgelöst, die ihrerseits am 5. Juni 2005 von der derzeitigen Rekordnationalspielerin Katrine Pedersen abgelöst wurde, die am selben Tag wie Krogh ihr erstes Länderspiel gemacht hatte. Insgesamt hatte sie 46 Tore erzielt, womit sie bis zum 25. September 2005 Rekordtorschützin blieb. Dann wurde sie von der aktuellen Rekordtorschützin Merete Pedersen abgelöst. Danach gelang es noch keiner anderen Spielerin mehr Tore als Krogh zu erzielen. Mit ihren drei Toren bei der WM 1995 ist sie nach wie vor zusammen mit Helle Jensen WM-Rekordtorschützin der Däninnen.

## Erfolge
- Dänische Meisterin: 1997 und 1998 (mit HEI Århus), 2000 und 2001 (mit Odense BK)
- Dänische Pokalsiegerin mit Odense BK: 1999

## Auszeichnungen
- Fußballerin des Jahres in Dänemark 2000